# البطولة الاحترافية المغربية 2012–13
البطولة الاحترافية المغربية 2012-2013 (المعروفة تسويقيا بتسمية Botola Pro) هو النسخة السابعة والخمسون البطولة الاحترافية المغربية لكرة القدم، في قسمها الوطني الأول. تنافس خلالها 16 فريقا في مقابلات ذهاب وإياب أسبوعية، تخللتها فترات توقف، بحكم التزامات الأندية والمنتخب المغربي، على المستوى الدولي، أو خلال إجراء منافسات كأس العرش.

نسخة 2012-2013 هي ثاني نسخة للدوري في صيغته الاحترافية، وفاز بها نادي الرجاء الرياضي بمجموع 66 نقطة بفارق أربع نقاط عن وصيف البطل نادي الجيش الملكي. تميز موسم 2012/2013 بتنافسية خاصة، بحكم أن لقب الدوري كان مؤهلا لمنافسات كأس العالم للأندية لكرة القدم 2013 التي أجريت في المغرب.

أهلت البطولة فريقي الرجاء والجيش، المحتلين للمركزين الأول والثاني، لمنافسات عصبة الأبطال الأفريقية 2014، بينما تأهل نادي المغرب الفاسي، الذي حل ثالثا لمسابقة كأس الاتحاد الأفريقي 2014، أما الوداد والمغرب التطواني، اللذان حلا، على التوالي، في الصفين الرابع والخامس، فتأهلا لخوض منافسات كأس الاتحاد العربي للموسم الموالي.

أسفر الموسم عن نزول فريقي النادي المكناسي ورجاء بني ملال إلى القسم الثاني.

## النقل التلفزيوني
حقوق النقل التلفزي للبطولة الاحترافية في ملكية الشركة الوطنية للإذاعة والتلفزة المغربية، حيث جددت ملكيتها، سنة 2010 ، بعد ظفرها بطلب عروض الجامعة الملكية المغربية لكرة القدم، إلى غاية سنة 2014، بقيمة 404 ملايين درهم.تقوم الشركة بنقل جميع مباريات الدوري، عبر قنواتها التالية:
- الأولى[4] وقناة تمازيغت (مقابلة واحدة يوم السبت).
- القناة الثانية (مقابلة واحدة يوم الأحد).
- قناة الرياضية (باقي المقابلات).

## الأندية المشاركة
| النادي                | ترتيب موسم 2011/2012 | المدرب                                                                               | الملعب            |
| --------------------- | -------------------- | ------------------------------------------------------------------------------------ | ----------------- |
| المغرب التطواني       | 1                    | المغرب عزيز العامري                                                                  | سانية الرمل       |
| الفتح الرباطي         | 2                    | المغرب جمال السلامي                                                                  | مولاي عبد الله    |
| الوداد                | 3                    | إسبانيا بينيتو فلورو · المغرب رشيد الداودي ومصطفى شهيد (الشريف) · المغرب بادو الزاكي | محمد الخامس       |
| الرجاء                | 4                    | المغرب محمد فاخر                                                                     | محمد الخامس       |
| الدفاع الحسني الجديدي | 5                    | المغرب جواد الميلاني                                                                 | ملعب العبدي       |
| المغرب الفاسي         | 6                    | المغرب عبد الغني الناصري · الجزائر عز الدين آيت جودي                                 | مركب فاس          |
| الجيش الملكي          | 7                    | المغرب رشيد الطاوسي · المغرب عبد الرزاق خيري                                         | مولاي عبد الله    |
| أولمبيك أسفي          | 8                    | المغرب عبد الهادي السكتيوي · فرنسا لوران كويير                                       | ملعب المسيرة      |
| أولمبيك خريبكة        | 9                    | فرنسا فرانسوا براتشي · المغرب فؤاد الصحابي                                           | ملعب الفوسفاط     |
| النادي المكناسي       | 10                   | المغرب عبد الرحيم طاليب · المغرب يوسف المريني · المغرب عبد العزيز كركاش              | الملعب الشرفي     |
| النادي القنيطري       | 11                   | المغرب يوسف المريني · المغرب عبد القادر يومير · كرواتيا زوران فويوفيتش               | الملعب البلدي     |
| حسنية أكادير          | 12                   | المغرب مصطفى مديح                                                                    | ملعب الإنبعاث     |
| شباب الريف الحسيمي    | 13                   | المغرب هشام الإدريسي · المغرب مصطفى الضرس                                            | ملعب ميمون العرصي |
| وداد فاس              | 14                   | المغرب محمد أمين بنهاشم · المغرب مصطفى الحداوي · سويسرا شارل ألبير روسلي             | مركب فاس          |
| رجاء بني ملال         | صاعد من القسم 2      | المغرب عبد الرزاق خيري · المغرب فخر الدين رجحي · المغرب عادل كوار                    | الملعب الشرفي     |
| نهضة بركان            | صاعد من القسم 2      | المغرب عزيز الخياطي · المغرب عبد الرحيم طاليب                                        | الملعب البلدي     |

## جدول الترتيب النهائي
| ت  | الفريق                | ل  | ف  | ت  | ه  | له | عليه | ن.ع | ن  | ملاحظات                                                      |
| -- | --------------------- | -- | -- | -- | -- | -- | ---- | --- | -- | ------------------------------------------------------------ |
| 1  | الرجاء البيضاوي       | 30 | 19 | 9  | 2  | 56 | 24   | +32 | 66 | التأهل إلى دوري أبطال أفريقيا 2014 + كأس العالم للأندية 2013 |
| 2  | الجيش الملكي          | 30 | 17 | 11 | 2  | 34 | 18   | +16 | 62 | التأهل إلى دوري أبطال أفريقيا 2014                           |
| 3  | المغرب الفاسي         | 30 | 11 | 15 | 4  | 36 | 27   | +9  | 48 | التأهل إلى كأس الكونفيدرالية الإفريقية 2014                  |
| 4  | الوداد البيضاوي       | 30 | 13 | 9  | 8  | 31 | 22   | +9  | 48 |                                                              |
| 5  | المغرب التطواني       | 30 | 11 | 13 | 6  | 40 | 28   | +12 | 46 |                                                              |
| 6  | الفتح الرباطي         | 30 | 11 | 8  | 11 | 31 | 27   | +4  | 41 |                                                              |
| 7  | نهضة البركان          | 30 | 10 | 10 | 10 | 30 | 31   | -1  | 40 |                                                              |
| 8  | شباب الحسيمة          | 30 | 8  | 12 | 10 | 28 | 31   | -3  | 36 |                                                              |
| 9  | الدفاع الحسني الجديدي | 30 | 9  | 8  | 13 | 28 | 32   | +4  | 35 | التأهل إلى كأس الكونفيدرالية الإفريقية 2014                  |
| 10 | حسنية أكادير          | 30 | 5  | 19 | 6  | 24 | 26   | -2  | 34 |                                                              |
| 11 | وداد فاس              | 30 | 7  | 12 | 11 | 25 | 32   | -7  | 33 |                                                              |
| 12 | أولمبيك أسفي          | 30 | 7  | 11 | 12 | 36 | 48   | -12 | 32 |                                                              |
| 13 | أولمبيك خريبكة        | 30 | 5  | 15 | 10 | 27 | 33   | -6  | 30 |                                                              |
| 14 | النادي القنيطري       | 30 | 5  | 12 | 13 | 23 | 35   | -12 | 27 |                                                              |
| 15 | النادي المكناسي       | 30 | 5  | 10 | 15 | 25 | 40   | -15 | 25 | النزول إلى القسم الثاني                                      |
| 16 | رجاء بني ملال         | 30 | 4  | 12 | 14 | 22 | 42   | -20 | 24 | النزول إلى القسم الثاني                                      |

آخر تحديث 2 يونيو 2013 
- تأهل الدفاع الحسني الجديدي إلى كأس الكونفيدرالية الإفريقية بصفته بطل كأس العرش المغربي 2013

## تطور المتصدر حسب الدورات
RCA =نادي الرجاء الرياضي

FAR =نادي الجيش الملكي

## تطور المتذيل حسب الدورات
FUS = نادي الفتح الرياضي

CODM = النادي المكناسي

RBM = نادي الرجاء الملالي

RSB= نادي النهضة البركانية

## أحسن الهدافين
| الرتبة | اللاعب              | النادي                | عدد الأهداف |
| ------ | ------------------- | --------------------- | ----------- |
| 1      | عبد الرزاق حمد الله | أولمبيك آسفي          | 15          |
| 2      | بلال بيات           | النادي القنيطري       | 12          |
| 3      | صلاح الدين عقال     | الجيش الملكي          | 10          |
| 3      | إبراهيما نديون      | أولمبيك آسفي          | 10          |
| 3      | زكريا حدراف         | الدفاع الحسني الجديدي | 10          |
| 3      | مصطفى كوندي         | نهضة بركان            | 10          |
| 7      | محسن ياجور          | الرجاء البيضاوي       | 9           |
| 7      | عبد السلام بن جلون  | الفتح الرباطي         | 9           |
| 7      | حمزة بورزوق         | الرجاء البيضاوي       | 9           |
| 10     | لويس جيفيرسون إيشير | المغرب الفاسي         | 8           |
| 10     | حسام الدين الصهاجي  | المغرب التطواني       | 8           |
| 10     | سمير مالكويت        | المغرب الفاسي         | 8           |

آخر تحديث 2 يونيو 2013 

## أحداث مميزة
- 20 شتنبر 2012: انفصال الوداد البيضاوي عن مدربه الإسباني بينيتو فلورو، وتعويضه بالمغربيين رشيد الداودي ومصطفى شهيد (الشريف).[7]
- 22 شتنبر 2012: استقالة عبد الهادي السكتيوي من تدريب أولمبيك آسفي.[8]
- 22 شتنبر 2012: استمرار رشيد الطاوسي في تدريب فريق الجيش الملكي[9] رغم تعيينه مدربا لمنتخب المغرب.[10]
- 6 أكتوبر 2012: تعيين بادو الزاكي مدربا لنادي الوداد الرياضي، بموجب عقد يمتد لسنتين وبراتب شهري يصل إلى 200000 درهم مغربي.[11]
- 21 أكتوبر 2012: وفاة لاعب حسنية أكادير جواد أقدار، إثر أزمة قلبية، مباشرة بعد نهاية مقابلة حسنية أكادير والنادي القنيطري، برسم الدورة الخامسة.[12]
- 7 دجنبر 2012: عبد الرزاق خيري، الذي درب في بداية الموسم نادي النهضة البركانية، يتعاقد مع الجيش الملكي، خلفا لرشيد الطاوسي.[13]
- تتويج نادي الرجاء الرياضي بطلا للخريف (المرحلة الأولى للبطولة) في 06 يناير 2013.[14]
- بسبب مشاركة المنتخب المغربي في منافسات كأس إفريقيا للأمم 2013، توقف الدوري بين 06 يناير 2013 و8 فبراير 2013.
- 16 مارس 2013: عبد الرزاق حمد الله، الذي كان هدافا للدوري المغربي 2012-2013، إلى حدود الدورة 21، لم يكمل الموسم مع فريقه أولمبيك آسفي، إثر انتقاله لنادي أوليسوند النرويجي وفق صفقة بلغت مليون دولار أمريكي.[15]
- 11 أبريل 2013: على هامش قمة الدورة 23، بين الرجاء والجيش، شهدت مدينة الدارالبيضاء أحداث عنف وتخريب استثنائية في أحياء مختلفة من المدينة. أسفرت الأحداث عن اعتقال 193 مشتبها.[16]